# Карбон
 Тази статия е за геоложкия период.  За материала вижте Въглеродно влакно.  
| Карбон преди 359.2–299 милиона години ПреК К О С Д К П Т Ю К Пг Н | |
| Средно атмосферно съдържание на O2 през периода                   | ca. 32.5 Vol % (163 % от съвр. ниво)                                                                         |
| Средно атмосферно съдържание на CO2 през периода                  | ca. 800 ppm (3 пъти прединдустриалното ниво)                                                                 |
| Средната температура на повърхността през периода                 | ca. 14 °C (0 °C над съвр. ниво)                                                                              |
| Морско равнище (над съвременното)                                 | Пада от 120 m до днешните нива по време на мисисипий, след това постоянно нараства до 80 m в края на периода |

| Еон                         | Ера Продължителност    | Период                 | Начало в млн. г. |
| --------------------------- | ---------------------- | ---------------------- | ---------------- |
| Фанерозой                   |                        |                        |                  |
| Неозой 65,5 млн. г.         | Кватернер              | 2,588                  |                  |
| Неозой 65,5 млн. г.         | Неоген                 | 23,03                  |                  |
| Неозой 65,5 млн. г.         | Палеоген               | 65,5                   |                  |
| Мезозой 185,5 млн. г.       | Креда                  | 145,5                  |                  |
| Мезозой 185,5 млн. г.       | Юра                    | 199,6                  |                  |
| Мезозой 185,5 млн. г.       | Триас                  | 251                    |                  |
| Палеозой 291 млн. г.        | Перм                   | 299                    |                  |
| Палеозой 291 млн. г.        | Карбон                 | 359,2                  |                  |
| Палеозой 291 млн. г.        | Девон                  | 416                    |                  |
| Палеозой 291 млн. г.        | Силур                  | 443,7                  |                  |
| Палеозой 291 млн. г.        | Ордовик                | 488,3                  |                  |
| Палеозой 291 млн. г.        | Камбрий                | 542                    |                  |
| Протерозой                  |                        |                        |                  |
| Неопротерозой 458 млн. г.   | Едиакарий              | 630                    |                  |
| Неопротерозой 458 млн. г.   | Криоген                | 850                    |                  |
| Неопротерозой 458 млн. г.   | Тоний                  | 1 000                  |                  |
| Мезопротерозой 600 млн. г.  | Стений                 | 1 200                  |                  |
| Мезопротерозой 600 млн. г.  | Ектасий                | 1 400                  |                  |
| Мезопротерозой 600 млн. г.  | Калимий                | 1 600                  |                  |
| Палеопротерозой 900 млн. г. | Статерий               | 1 800                  |                  |
| Палеопротерозой 900 млн. г. | Орозирий               | 2 050                  |                  |
| Палеопротерозой 900 млн. г. | Рясий                  | 2 300                  |                  |
| Палеопротерозой 900 млн. г. | Сидерий                | 2 500                  |                  |
| Архай                       | Неоархай 300 млн. г.   | Неоархай 300 млн. г.   | 2 800            |
| Архай                       | Мезоархай 400 млн. г.  | Мезоархай 400 млн. г.  | 3 200            |
| Архай                       | Палеоархай 400 млн. г. | Палеоархай 400 млн. г. | 3 600            |
| Архай                       | Еоархай                | Еоархай                | 4 000            |
| Хадей                       | Хадей                  | Хадей                  | 4 540            |

Карбон (на немски: Karbon; на английски: Carboniferous) е геоложки период от 359 млн. г. до 299 млн. г. пр.н.е. Той е предпоследният, пети период от палеозойската ера, с продължителност около 60 млн. години.

## Историческа справка
Геоложкият период карбон за първи път е установен през 1822 г. от английските геолози Уилям Конибир (1787 – 1857) и Уилям Филипс (1775 – 1828) във Великобритания. По-късно в Западна Европа важни изследвания са извършени от английския учен А. Воган, немския палеоботаник В. Готан и др., а в Северна Америка – от геолозите Чарлз Шухерт (1858 – 1942), К. Дамбар и др.

## Периодизация
| Период | Система     | Етаж       | млн. год.   |
| ------ | ----------- | ---------- | ----------- |
| Перм   | Сизуралий   | Аселий     | младши      |
| Карбон | Пенсилваний | Гжелий     | 303,7–298,9 |
| Карбон | Пенсилваний | Казимовий  | 307–303,7   |
| Карбон | Пенсилваний | Московий   | 315,2–307   |
| Карбон | Пенсилваний | Башкирий   | 323,2–315,2 |
| Карбон | Мисисипий   | Серпуковий | 330,9–323,2 |
| Карбон | Мисисипий   | Визий      | 346,7–330,9 |
| Карбон | Мисисипий   | Турний     | 358,9–346,7 |
| Девон  | Горен девон | Фамений    | старши      |

И понастоящем няма международно приета таблица за подразделянето на карбона на отделни системи (отдели) и етажи.
- В Западна Европа периодът се поделя на две системи (отдела) – долен карбон и горен карбон, като долния отдел включва етажите турний и визий, а горния – етажите намюр, вестфал и стефан.
- В САЩ периодът се поделя също на две системи (отдела) – мисисипска и пенсилванска, като долната (мисисипска) система включва етажите турний, визий и серпуковий, а горната (пенсилванска) – етажите башкирий, московий, казимовий и гжелий.
- В Русия периодът се поделя на три системи (отдела) – долен, среден и горен, като долния отдел включва етажите турний, визий и намюр, средния отдел – етажите башкирий и московий, а горния – етажите гжелий и оренбургски.[7]

## Обща характеристика
Карбоновите наслаги са разпространени на всички континенти, като класическите разрези са извършени в Западна Европа (Великобритания, Белгия, Германия), в Източна Европа (Донбас, Московска синеклиза), и в Северна Америка (Апалачи, басейна на река Мисисипи и др.). През карбона взаимното разположение на платформите и геосинклиналите остава същото, както в девонския период. На платформите в Северното полукълбо карбонът е представен предимно от морски наслаги (варовици, пясъчно-глинести и много често въглищни), а в Южното са развити предимно континенталните наслаги – неспоени седименти и ледникови (много често тилити). В геосинклиналите са разпространени още обширни покривки от лава, туфи и туфити, силициеви грубо обработени седименти, флиш и др.
По характера на геоложките процеси и палеогеографската обстановка карбонът почти по цялото земно кълбо се поделя на два етапа. Първият обхваща ранния карбон, а втория – средния и късния. На обширни площи в геосинклиналите от средния палеозой във връзка с херцинската нагъвателна фаза морският режим след ранния карбон се сменя с континентален. В Североизточна Азия, Източноевропейската и Североамериканската платформи на места морето залива неотдавна възникналата суша. Карбонът принадлежи към таласократическите етапи в геоложкото развитие на Земята. Обширни пространства в пределите на съвременните континенти били заети от морета. Потъванията и съпровождащите ги трансгресии стават нееднократно през целия период, като най-големи трансгресии стават през първата му половина. През ранния карбон моретата са покривали Европа (с изключения на Скандинавия и съседните земи), голяма част от Азия, Северна Америка, крайния запад на Южна Америка, Северозападна Африка, източната част на Австралия. Моретата са били предимно плитки и с многочислени острови. Най-големият и единен масив суша е била Гондвана. Значително по-малки масиви от суша са се простирали от Скандинавия през северната част на Атлантика, Гренландия и Северна Америка. Суша са били също централната част на Сибир между реките Лена и Енисей, Монголия и сегашното море Лаптеви. През средния карбон моретата са се отдръпнали от почти цяла Западна Европа, Западносибирската равнина, Казахстан, Среден Сибир и други райони. През втората половина на карбона в зоната на херцинската орогенеза (Тяншан, Казахстан, Урал, северозападната част на Европа, Източна Азия, Северна Америка) започват да се издигат планински системи.
Магматичната дейност през карбона се проявява във вид на ефузии и интрузии в геосинклиналите – Уралска, Тяншанска, казахстанска, Монголо-Охотска и много други, разположени на териториите на Западна Европа, Азия, Северна и Южна Америка, Източна Австралия. Карбонът е един от периодите с най-силна магматична (особено интрузивна) дейност, която е тясно свързана с апогея на херцинската орогенеза.

## Климат
През карбона климатът на континентите е бил разнообразен и се е изменял през вековете. Негова обща черта е била високата влажност в тропичните, субтропичните и умерените пояси, която е способствала за широкото разпространение на горска и блатна растителност на всички континенти. Натрупването на растителни остатъци, предимно в торфища, довело до образуването на многочислени въглищни басейни и находища. Общоприето е съществуването на три фитогеографски области през карбона: Евроамерийска, или Вестфалска (тропическа и субтропическа), Ангарска, или Тунгуска (извънтропическа) и Гондванска (с умерен климат). Евроамерийската област към края на периода става по-суха, а на места субаридна. Останалите области съхранили своята висока влажност не само до края на карбона, но и през перма. Най-голяма влажност и оптимални условия за торфонатрупване (находища на въглища) в Евроамерийската област били: в Донбас в края на ранния и в средния карбон, в Западна Европа – през намюра и вестфала, в Северна Америка – в средния и горния карбон, в Казахстан – в късния визей и средния карбон. В южната част на Ангарската област (Кузбас и др.) интензивен ръст на въглищни наслоявания настъпва през средния карбон, а в Гондвана – от горния карбон до края на перма. Сухият климат е бил характерен само за ограничени територии. Например, през турнея (най-долния карбон) една от зоните с ариден климат се е простирала от Южен Казахстан през Тяншан към Таримската котловина. Падините, отличаващи се със сух климат през този период, се простирали от Казахстан до Средносибирското плато и долното течение на река Лена. Силната и продължителна аридизация на климата настъпва през башкирия (средния карбон) и продължава до края на карбона и началото на перма в Казахстан и в района на Тургайската падина, където са се образували находища на медни руди.
През турнея (най-долния карбон) екваторът (по палеомагнитни данни) е преминавал през Черно море и Скандинавския полуостров, а от визея до късния карбон той се е простирал от Балканския полуостров към Северозападна Европа. Северният полюс през средния и късния карбон е бил разположен на север от устието на река Лена. Рязко изразените климатични контрасти между различните пояси се установяват от средния до късния карбон. От средния карбон нататък териториите на изток от линията езерото Балхаш – устието на река Енисей се отличавали с умерен климат за разлика от териториите разположени на запад от линията. Това се доказва от откритата в пластовете палеофлора и морска палеофауна. Планината Сихоте Алин, както и почти цяла Източна и Югоизточна Азия (с изключение на Монголия) са принадлежали към пояса с тропичен и субтропичен климат. На континента Гондвана (в Австралия и Антарктида) от средния до късния карбон периодически възниквал климат, способстващ за заледявания.

## Органичен свят

### Флора
В самото начало на карбона във флората преобладавали дребнолистните плауновидни (Lepidodendropsis, Sublepidodendron и др.), голосеменни папратообразни (птеридосперми), примитивни членестостеблени и папратообразни (основно папрати). Още в ранния карбон примитивните плауновидни се сменили с големи дървовидни плауни (Lepidodendron и Sigillaria), които особено широко разпространение имат през средния карбон. В тропиците (Евроамерийската област) през средния карбон господстват гори от високостеблени плауновидни с голямо количество птеридосперми (Neuropteris, Mariopteris, Alethopteris) и други папрати, каламити и клинолистни. На север (Ангарска област) през ранния карбон господстват плауновидните, а от средния до късния карбон – кордаити и папратовидни. В Гондвана по това време вече е развита т.нар. глосоптерисова флора, особено характерна за перма. Във фитогеографските области с умерен климат се наблюдава сравнително постепенно развитие на флора от средния карбон към ранния перм. Обратно, в тропиците през късния карбон на места под влияние на аридния климат започва коренна промяна на растителността в блатистите низини. Основни групи растения стават птеридоспермите и дървовидните папрати, а на по-високите места започват да се разпространяват иглолистни растения. Моретата през карбона изобилстват от синьозелени водорасли (Baresella, Ungarella, Doneslla и др.), а в пресните басейни – зелените водорасли (Reinschia), образували дебели въглищни пластове.

### Фауна
През карбона животинският свят е бил много разнообразен. В моретата широко разпространение имат фораминиферите, изпитали бързи еволюционни изменения през целия карбон и дали началото на няколко десетки родове и хиляди видове. Важни за стратиграфията се явяват семействата на фузулинидите: през долния карбон – Eostaffela, през средния карбон – родовете Fusulina, Fusulinella и др., през горния карбон – Triticites и др. Сред чревноивичестите все още преобладавали ругозите (Caninia, Dibunophyllum, Lithostrotion и др.), табуляти (Syringopora и др.), коремоноги. Голямо разнообразие имат мекотелите (миди, коремоноги), бързо еволюиращите главоноги амоноидеи, които са особено важни при съпоставянето на отделни геоложки разрези (през долния карбон – различни видове Goniatites, Eumorphoceras, в средния – Gastrioceras, в горния – Uddenites и др.), а също и наутилоидеи. Някои от мидите (Carbonicola, Anthracomya и др.) съществуват в силно опреснените лагуни и делти, което позволява да се използват в стратиграфията на въглищните пластове. В плитките морета били широко разпространени раменоногите, особено семействата Productida и Spiriferida. През ранния карбон (визея) в Подмосковието, Урал, Тяншян и другаде изобилстват гигантокраките Gigantoproductus, силно се променили, живеещите в плитчините Striatifera и др., а през средния и късния карбон – многочислените видове от рода Choristites. Някои участъци от морското дъно били особено благоприятни за развитието на ектопрокти, като преобладавали представителите на семейството на Fenestellidae (родовете Pflypora, Fenestella, Archimedes). Разнообразни били и членестоногите. Все още продължават да съществуват трилобитите, макар и в ограничено количество. особено много са различните групи от мидени рачета. От иглокожите много бързо се развиват морските лилии, остатъците от които изграждат цели прослойки във варовиковите пластове, а тук-там често се срещат остатъци от морски таралежи, по-рядко бластоидеи и др.
Значителен еволюционен път изминали различните класове гръбначни, особено рибите (морски и сладководни). Развиват се костните риби, акуловите (Cladodus Stenacanthus и др.). На сушата господстват амфибии, стегоцефали, а рептилиите са все още рядкост. Намерени са остатъци от многочислени насекоми (еднодневки, водни кончета, тараканови), някои от които достигат гигантски размери.

## Биогеографско райониране
През ранния карбон се отделят две големи биогеографски области:1) Ангарската, или Тунгуска, обхващаща Сибир, Източен Казахстан и Монголия и 2) Евроамерийската, заемаща Северна Америка, Европа, Северна Африка, Анадола, Кавказ, Централен Казахстан, Средна Азия, Китай и Югоизточна Азия. В края на ранния карбон се обособява 3) Гондванската биогеографска област, заемаща Южна Америка, Южна Африка, Индия, Австралия и Антарктида, а през късния карбон от евроамерийската област се отделя 4) Катазианската област (Китай, Югоизточна Азия). В тези биогеографски области се обособяват три зоогеографски подобласти: северна извън тропична област (Северна Азия и част от Арктика), южна извън тропическа област (Австралия и част от Южна Америка) и разположената между тях тропическа област, в която се е намирал океанът Тетис. В пределите на тези области, които през хилядолетията си присвояват различни названия, се обособяват няколко биогеографски провинции.

## Полезни изкопаеми
Образувалите се през карбона големи въглищни басейни и находища на черни и кафяви въглища във всички континенти са привързани към херцинските нагънати структури и във вътрешните падини: Донецки (черни), Подмосковски (кафяви), Карагандински (черни), Кузнецки и Тунгуски (през карбона и перма), находищата в Украйна, Урал, Северен Кавказ. В Централна и Западна Европа – в Полша (Силезия), Германия (Рурския басейн), Белгия, Нидерландия, Франция, Великобритания, в САЩ – Пенсилвания и др. От времето на карбона са и много от находищата на нефт и газ (Волго-Уралско, Днепровско-Донецко и др.). Известни са и много находищата на желязо, манган, мед (най-голямото Джезказганско), олово, цинк, алуминий (боксити), огнеупорни и керамични глини.